# European Rotogravure Association
Die European Rotogravure Association (ERA) e.V. ist die internationale technische Organisation der Tiefdruckindustrie. Der 1956 von großen Druck- und Verlagshäusern Europas gegründete Verband hat weltweite Mitgliedschaft aus den Bereichen Publikations-, Verpackungs- und Dekortiefdruck, Zylinderhersteller und Graveure, Maschinen-, Papier- und Farbindustrie sowie Katalogverleger und Markenartikler. Satzungsmäßiger Zweck der ERA ist die Förderung des Tiefdruckverfahrens bei Anwendern und Kunden sowie der technischen Weiterentwicklung des Verfahrens (z. B. Standardisierung). Der Tiefdruck ist das führende Verfahren bei der Herstellung von großen Auflagen bei Magazinen und Katalogen sowie Folienverpackungen und Dekorpapier. Die ERA veranstaltet regelmäßig internationale Konferenzen, Tagungen und Seminare zum Tiefdruck in Europa und Übersee. Weiterhin vertritt die ERA die Interessen der Tiefdruckindustrie gegenüber Behörden und Regierungen, insbesondere gegenüber der EU. Ein Kooperationsabkommen unterhält die ERA mit dem amerikanischen Tiefdruckverband GAAs (Gravure Association of Americas). Die ERA ist außerdem Herausgeber des weltweit vertriebenen Fachmagazins Gravure News. Das Sekretariat der ERA hat seinen Sitz in München. Generalsekretär der ERA ist seit 2000 James Siever.